# Westchester (Los Ángeles)

Mapa de California

Westchester es un distrito de Los Ángeles (California). En él se halla el Aeropuerto Internacional de Los Ángeles (LAX), la Universidad Loyola Marymount (LMU) y el Colegio Otis de Diseño y Arte.

## Geografía
Por el oeste, Westchester limita con el océano Pacífico, con Playa del Rey. Su frontera septentrional está definida por los bulevares Jefferson y Centinela, donde limita con los barrios de Del Rey y Culver City y con el área no incorporada de Ladera Heights. La comunidad minorista e inmobiliaria Playa Vista se encuentra en el norte de Westchester. Hacia el este limita con la ciudad de Inglewood y hacia el sur, con la ciudad de El Segundo. En la parte sur del barrio se encuentra el Aeropuerto Internacional de Los Ángeles (LAX). La Autovía San Diego pasa a través de la parte noreste de la zona. La Asociación de Vecinos de Westchester define sus fronteras como "la zona dentro de la ciudad de Los Ángeles: al este de Sepúlveda Boulevard, al norte con la Avenida Manchester y el oeste de la Autopista I / S 405 Freeway (San Diego Fwy)." 

## Demografía del barrio
Aproximadamente el 50 % de las casas son viviendas unifamiliares, la mayoría de las cuales tiene un tamaño mediano y bungalows en pequeños lotes.
Según el la oficina del censo de los Estados Unidos Westchester se compone de:
- blancos (59.39 %)
- afroamericanos (18.67 %)
- hispanos de cualquier raza (17.67 %)
- asiáticos (9.19 %)
- personas de otras razas (6.73 %)
- personas de dos o más razas (5.15 %)
- amerindios y nativos de Alaska (0.43%)
- hawaianos y polinesios (0.44 %)

## Servicios de emergencias

### Cuerpo de bomberos
La estación 5 del Cuerpo de Bomberos de Los Ángeles es la que abastece a Westchester.

### Servicio policial
El Departamento de Policía de Los Ángeles opera la estaciona policial en la dirección 12312 Culver Boulevard, 90066 .

## Educación

### Escuelas

#### Escuelas primarias y secundarias

##### Escuelas públicas
Westchester cuenta con seis zonas públicas de escuelas elementales y una escuela primaria del Distrito Escolar Unificado de Los Ángeles.
Escuelas elementales:
- Kentwood Elementary School
- Westport Heights Elementary School
- Cowan Avenue Elementary School
- Paseo Del Rey Elementary School
- Loyola Village Elementary School

Escuelas primarias:
- Orville Wright Middle School

Escuelas secundarias:
- Westchester High School

Escuelas charters y afiliadas del Distrito Escolar Unificado de Los Ángeles:
- Open Magnet Charter School

##### Escuelas privadas
Westchester tiene varias escuelas privadas de preescolar y un instituto privado:
- Westchester Lutheran School (también una escuela preescolar llamada Westchester Lutheran Preschool)
- St. Anastasia School (K-8)
- St. Jerome School
- Visitation School (K-8)
- Westside Neighborhood School (K-8)
- St. Bernard High School

#### Colegios y universidades
- Loyola Marymount University
- Otis College of Art and Design

### Biblioteca
La Biblioteca Pública de Los Ángeles opera la filial de Westchester-Loyola Village.

## Iglesias
- First Baptist Church of Westchester
- St Jerome Catholic Church
- St Anastasia Catholic Church
- Visitation Catholic Church
- Arise Christian Center
- University Christian Church
- Airport Church of Christ
- Holy Nativity Episcopal Church
- Inglewood Stake of the Church of Jesus Christ of Latter-Day Saints (Mormons)
- Congregational Church of the Messiah
- L A Korean United Methodist Church
- Westchester Lutheran Church (ELCA)
- Our Savior Lutheran Church (LCMS)
- Westchester Church of the Nazarene
- Covenant Presbyterian Church
- La Tijera United Methodist Church
- Westchester United Methodist Church
- Bnai Tikvah Congregation (Judía, Conservativa)
- Calvary Chapel LAX